# Basílica de la Santísima Anunciación (Florencia)

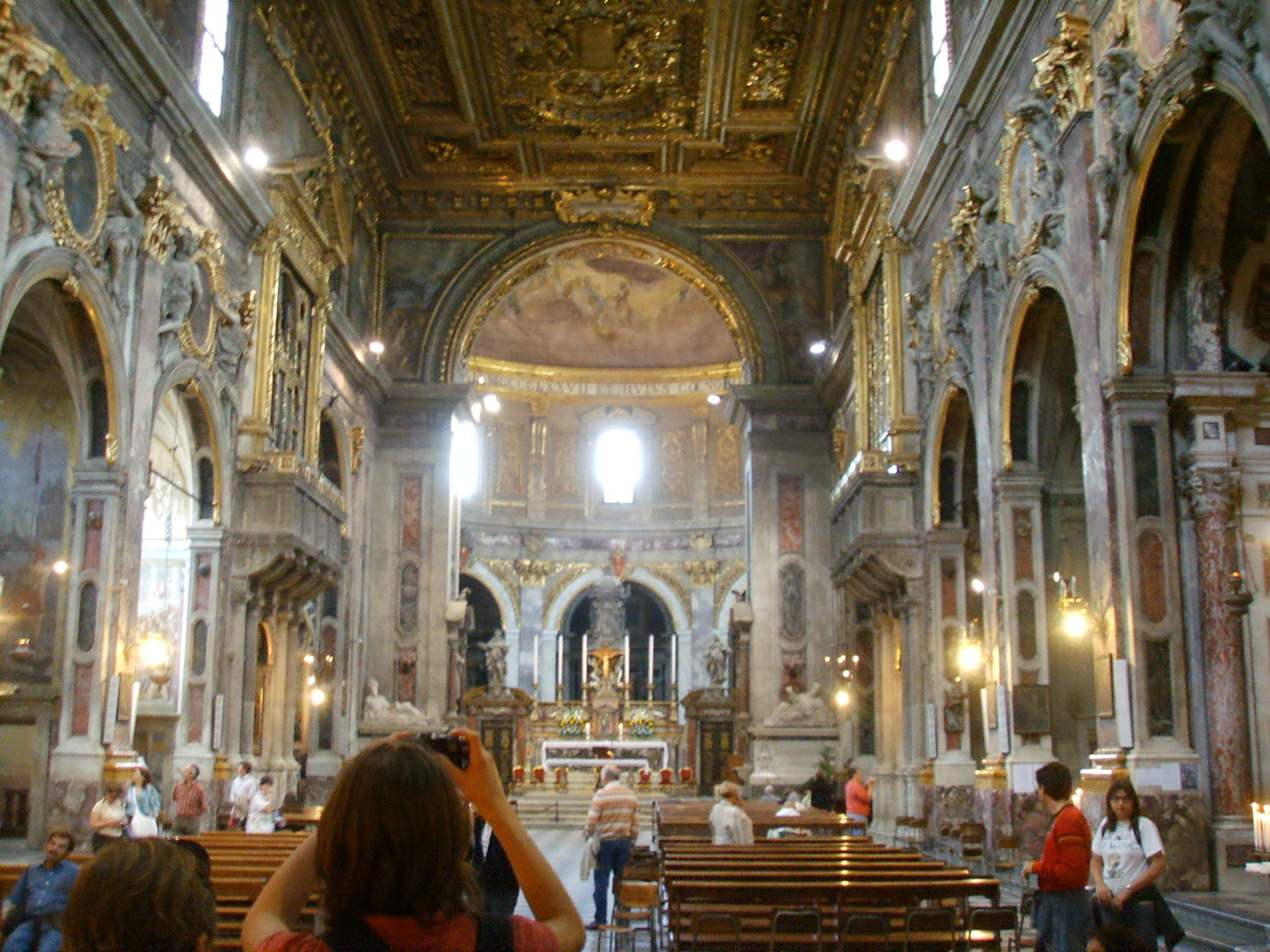
Interior de la nave

La basílica de la Santísima Anunciación (en italiano: Basilica della Santissima Annunziata) es una iglesia católica medieval italiana de Florencia, casa matriz de la orden de los Servitas. Se ubica en el lado noreste de la plaza de la Santísima Anunciación.
Fue declarada basílica menor el 24 de enero de 1806.

## Historia de la iglesia y tribuna
La iglesia fue fundada en 1250 por los siete fundadores de la Orden de los Servitas. En 1252, una pintura de la Anunciación, que había sido empezada por uno de los monjes, pero abandonada en plena desesperación por creer que no podía crear una imagen suficientemente bella, fue supuestamente completada por un ángel mientras él dormía. Esta pintura fue colocada en la iglesia y se hizo tan famosa que en 1444 la familia Gonzaga de Mantua financió un templete especial. Michelozzo, hermano del prior servita, fue encargado de su construcción, pero como Ludovico III Gonzaga sentía una admiración especial por Leon Battista Alberti, se lo encargaron a éste en 1469. Su obra quedó limitada, sin embargo, por las construcciones precedentes. Las obras se completaron en 1481, después de la muerte de Alberti. Aunque al espacio se le dio un revestimiento barroco en el siglo XVII, aún se aprecia el esquema básico de espacio circular abovedado flanqueado por nichos con altares.
La fachada de la iglesia fue añadida en 1601 por el arquitecto Giovanni Battista Caccini, a imitación de la fachada del Ospedale degli Innocenti de Brunelleschi, que define el lado oriental de la plaza. El edificio al otro lado del orfanato fue diseñado por Antonio da Sangallo el Viejo.

## Veneración
Los peregrinos que llegaban a la iglesia a venerar la pintura milagrosa a menudo dejaban ofertas votivas de cera, muchas de ellas modelos a tamaño natural del donante (a veces incluyendo caballos). En 1516 se erigió un atrio especial para alojar estas figuras, el Chiostrino dei Voti. A finales del siglo XVIII había unas seiscientas imágenes de este tipo, convirtiéndose en una de las principales atracciones turísticas de la ciudad. En 1786, sin embargo, todas se fundieron para hacer velas.
Las novias florentinas tradicionalmente visitan el santuario para dejar sus ramos y rogar por un largo y fructífero matrimonio.

## Arte y arquitectura en el interior de la iglesia

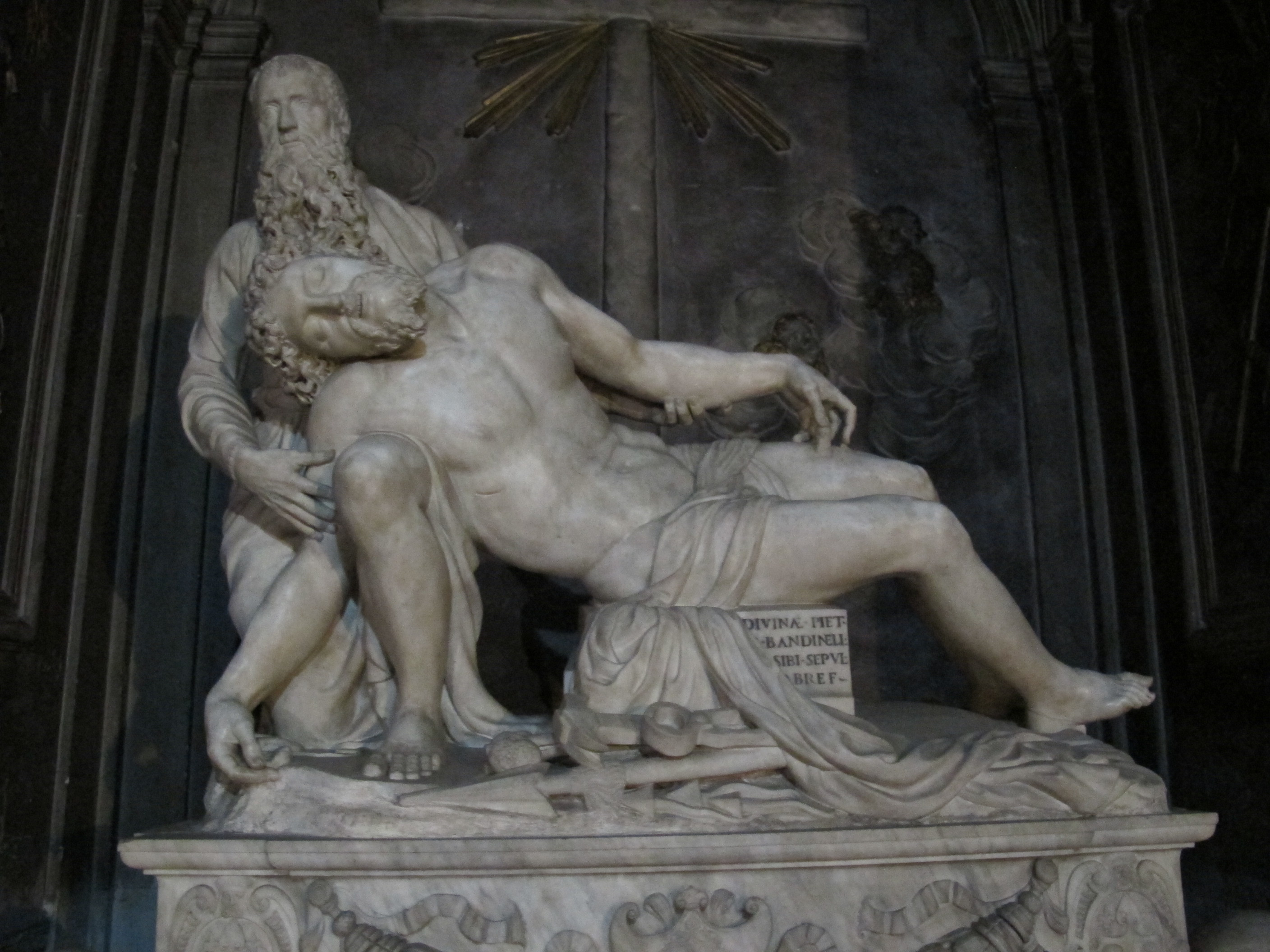
Pietà, por Baccio Bandinelli.

Se entra a la iglesia por el Chiostrino dei Voti. La decoración barroca del interior de la iglesia se comenzó en 1644, cuando Pietro Giambelli pintó frescos en el techo con una Asunción como pieza central basándose en dibujos de Baldassare Franceschini.
En el vestíbulo, se aprecia una Anunciación pintada (c.1891), elaborada por el artista suizo Antonio Ciseri, contraste con el resto de las obras en cuanto a su datación.
La primera capilla a la derecha contiene una Virgen en la gloria, obra de Jacopo da Empoli, con muros pintados al fresco por Matteo Rosselli. La quinta capilla a la derecha contiene un monumento a Orlando de Médicis (1456) por Bernardo Rossellino. El transepto derecho tiene una pequeña capilla lateral con una Pietà (1559) de Baccio Bandinelli y está honrada con la presencia de su tumba.
La tribuna rodeada de capillas o coro, conocida como la Rotonda, fue diseñada por Michelozzo y Leon Battista Alberti entre 1444-1476. Entre las capillas destacan la quinta (alineada con el eje de la nave), que tiene un crucifijo (1594-1598) de Giambologna para su tumba, con estatuas de las vidas activa y contemplativa por su alumno Francavilla, santos y ángeles de Pietro Tacca, y murales de Bernardino Poccetti. La siguiente capilla tiene una Resurrección (1548-1552) de Bronzino con una estatua de San Roque atribuida a Veit Stoss. La siguiente capilla tiene una Virgen con santos de un seguidor de Perugino.
En la sexta capilla a la izquierda de la nave hay un Santos Ignacio, Erasmo y Blas de Raffaellino del Garbo, la capilla siguiente tiene una Asunción (1506) de Perugino. El retablo de la siguiente capilla tiene una Trinidad con san Jerónimo y dos santos (ca. 1455) de Andrea del Castagno, quien también pintó el mural de Visión de san Julián en la siguiente capilla, llamada la Capilla Feroni. Esta capilla tiene una decoración muy elaborada de estilo barroco de Giovanni Battista Foggini que data de 1692. La primera capilla justo a la izquierda de la entrada tiene un tabernáculo de la Annunziatia (1448-1452) de Michelozzo y Pagno di Lapo Portigiani.
El órgano (1628) es el más antiguo de Florencia y el segundo más viejo de Italia. La iglesia alberga la tumba de la escritora y mística italiana Maria Valtorta.

## Arte y arquitectura en los claustros
El Chiostrino dei Voti fue diseñado por Michelozzo, y está cubierto de frescos comenzados en 1516 para marcar la canonización de Filippo Benizzi, quinto Prior General de los Servitas.
| Lugar                                           | Obra                        | Fecha   | Pintor              |
| ----------------------------------------------- | --------------------------- | ------- | ------------------- |
| 1.º R                                           | Asunción                    | 1517    | Rosso Fiorentino    |
| 2.º R                                           | Visitación                  | 1516    | Pontormo            |
| 3.º R                                           | Bodas de la Virgen          | 1513    | Franciabigio        |
| 4.º R                                           | El nacimiento de la Virgen  | 1513-4  | Andrea del Sarto    |
| 5.º R                                           | El viaje de los Magos       | 1511    | Andrea del Sarto    |
| 1.º-5.º L                                       | Vida de san Filippo Benizzi | 1509-10 | Andrea del Sarto    |
| 6.º L                                           | Vida de san Filippo Benizzi | 1476    | Cosimo Rosselli     |
| Justo a la izquierda de la entrada a la iglesia | Natividad                   | 1460-2  | Alesso Baldovinetti |
|                                                 |                             |         |                     |

Del crucero norte se pasa a otro claustro, conocido como el Chiostri dei Morti (claustro de los muertos), cuyo nombre se debe a que sirvió de cementerio. Contiene la famosa Virgen del saco (1525) de del Sarto. La Cappella di San Luca, que sale de ella, ha pertenecido a la confraternidad de artistas de la Accademia delle Arti del Disegno desde 1565. Muchos artistas están enterrados en su cripta, entre ellos Benvenuto Cellini, Pontormo, Franciabigio, Giovanni Angelo Montorsoli y Lorenzo Bartolini. Dentro hay una Sagrada Familia (h. 1514) de Pontormo pintada para la iglesia de san Ruffillo y murales de Alessandro Allori: Trinidad; Vasari: San Lucas pinta a la Virgen; y Santi di Tito: Salomón dirige la onstrucción del templo de Jerusalén. Las diez grandes figuras de estuco fueron esculpidas por Vincenzo Danti, Montorsoli y otros.